# Örja kyrka
Örja kyrka är en dekonsekrerad kyrkobyggnad i Örja. Den var tidigare församlingskyrka i Örja församling i Lunds stift.

## Kyrkobyggnaden
Den nuvarande kyrkan stod färdig 1868 efter ritningar av Otto August Mankell och ersatte då en mindre senromansk kyrka från 1200-talet. Den nya kyrkan är byggd i nygotisk stil av gult tegel och har ett tresidigt kor i öster och torn i väster. Till kyrkan kom vid julottan 1871 nya ljuskronor gjorda av G. Wallengren i Malmö.
Sedan 2003 är kyrkan stängd och den 18 oktober 2004 beslutade Lunds stift att kyrkan skulle tas ur bruk. Anledningen till detta var att för få besökte kyrkans gudstjänster och att kyrkan börjat förfalla, varför den avsakraliserades 2005. Församlingen ansökte därefter om att få riva kyrkan men hoppades kunna sälja den till lämplig intressent. År 2012 såldes kyrkan till en privatperson för en krona.
Under golvet i dagens byggnad ligger ett stort antal församlingsbor begravda som ursprungligen gravsatts i och kring den medeltida kyrkan.

### Orgel
- 1874-75 byggde Anders Victor Lundahl, Malmö en orgel med 16 stämmor, 2 manualer och 1 obligatpedal. Kontrakt upprättades i mars 1874[3] och orgeln började uppsättas i april 1874. Orgeln blev invigd söndagen 13 juni 1875 av pastor Roth. Bengt Wilhelm Hallberg från Landskrona spelade på orgeln tillsammans med en medhavd flickkör.[4]
- Den nuvarande orgeln byggdes 1938 av Th Frobenius & Co, Lyngby, Danmark och är en pneumatisk orgel. Den har fria och fasta kombinationer.

| Huvudverk I   | Svällverk II      | Pedal           | Koppel  |
| Borduna 16´   | Gedackt 8´        | Subbas 16´      | I/P     |
| Principal 8´  | Rörflöjt 4'       | Principal 8'    | II/P    |
| Rörflöjt 8'   | Nasard 2 2/3'     | Gedacktflöjt 8' | II/I    |
| Oktava 4'     | Flageolet 2'      | Oktava 4'       | II 4'/I |
| Kvinta 2 2/3' | Ters 1 3/5'       |                 | II 4'/P |
| Oktava 2'     | Cimbel 3 chor     |                 |         |
| Mixtur 5 chor | Krumhorn 8'       |                 |         |
| Trumpet 8'    | Crescendosvällare |                 |         |